# N’Beika
N’Beika lub Nbeika – wieś i oaza w Mauretanii, w regionie Takant, siedziba administracyjna departamentu N’Beika i gminy N’Beika. W 2000 roku liczyło ok. 18,3 tys. mieszkańców.